# جيك سكوت (مخرج)
جيك سكوت (بالإنجليزية: Jake Scott)‏ هو مخرج بريطاني، ولد في 1965 في المملكة المتحدة.

## وصلات خارجية
- جيك سكوت على موقع IMDb (الإنجليزية)
- جيك سكوت على موقع ألو سيني (الفرنسية)
- جيك سكوت على موقع ميوزك برينز (الإنجليزية)
- جيك سكوت على موقع أول موفي (الإنجليزية)
- جيك سكوت على موقع قاعدة بيانات الأفلام السويدية (السويدية)
- جيك سكوت على موقع قاعدة بيانات الفيلم (الإنجليزية)
- جيك سكوت على موقع كينوبويسك (الروسية)